# Kasteel Duivenvoorde
Duivenvoorde is een buitenplaats met een statig kasteel in de vorm van een omgracht edelmanshuis en telt totaal 23 complexonderdelen. Het ligt in de Duivenvoordecorridor onder de Zuid-Hollandse plaats Voorschoten. De bouw van de huidige zeventiende-eeuwse buitenplaats was in 1631 gereed. Dit jaartal staat daarom boven de toegangsdeur. Maar het kasteel zoals we dat nu kennen was niet het eerste gebouw op deze plaats. Al in de eerste helft van de dertiende eeuw werd een versterkte Middeleeuwse woontoren op de plaats van het huidige kasteel gebouwd. Het wordt al in 1226 genoemd en is een van de oudste kastelen van Zuid-Holland. Dat markeerde ook het begin van de historie van landgoed Duivenvoorde.
De buitenplaats is bijna achthonderd jaar bewoond geweest door achtereenvolgens de families Van Wassenaer, Steengracht en Schimmelpenninck van der Oye. Het huis is nooit verkocht en vererfde altijd via mannelijke óf vrouwelijke lijn.

## Het interieur
Kasteel Duivenvoorde heeft verschillende historische interieurs. In de noordelijke vleugel bevindt zich de beroemde Marot Zaal uit 1717, waar vijf levensgrote familieportretten van de hand van hofschilder Theodorus Netscher (1661-1728). In een zaal die bedoeld was om te imponeren was een galerij als deze van grote waarde. Het echtpaar Van Wassenaer-Bentinck gaf hofschilder Netscher aan het begin van de achttiende eeuw de opdracht een aantal van zijn voorouders levensgroot te portretteren, en om andere, al bestaande portretten voor de zaal aan te passen.
Daarnaast bevinden zich in het kasteel onder andere een adelsbibliotheek, een salon, verschillende slaapvertrekken en het bijzondere goudleerkabinet. Op de zolder van het huis bevindt zich de mangelkamer.

## Bezitters van het Huis Duivenvoorde
Het bijzondere van de geschiedenis van dit kasteel is dat het nooit verkocht is. Op die momenten dat het op andere geslachten overging, was dat altijd door vererving, soms via de vrouwelijke lijn. Dat is slechts bij weinig kastelen in Nederland gebeurd. In de eerste vijf eeuwen werd het kasteel bewoond door één en dezelfde familie, namelijk de Van Wassenaer van Duivenvoordes, die haar naam aan het landgoed had ontleend.
De oudste vermelding van een bezitter van Duivenvoorde stamt uit 1226. Sinds dat jaar is het landgoed ruim vijf eeuwen in bezit geweest van het geslacht Van Wassenaer, een van de oudste adellijke families van Nederland. Na het geslacht Van Wassenaer vond de vererving een aantal keren via de vrouwelijke lijn plaats, wat leidde tot andere familienamen op kasteel en landgoed. In 1960 eindigde het particulier bezit met de overdracht van kasteel en landgoed aan de Stichting Duivenvoorde. In de bijna 750 jaar van particulier bezit is Duivenvoorde dus nooit verkocht. Het is altijd via vererving in andere handen overgegaan.
Na de eerste eigenaar van het landgoed, Philips II van Wassenaer ging het landgoed steeds van vader op zoon over. De eerste eeuwen waren roerige tijden met de Hoekse en Kabeljauwse twisten. Er was in de periode 1345 tot 1490 sprake van een politieke machtsstrijd over de vraag wie recht had op de titel graaf van Holland en Zeeland. Dit conflict leidde tot veel geweld tussen de Hollandse edelen. Dikwijls werden daarbij ook kastelen verwoest, maar van schade aan Duivenvoorde is niets bekend. In de loop van de tijd werd de woontoren uitgebreid met nieuwe woon- en werkruimtes. De woontoren werd een woonkasteel. De uitbreidingen vonden in verschillende fases plaats zonder gestructureerd plan. De inkomsten van de landheren in die tijd bestonden uit belastingen en tolrechten die ze mochten heffen, aangevuld met de opbrengsten van de landerijen en (pacht)boerderijen. Bovendien vervulden zij militaire taken in opdracht van de graaf van Holland. Deze militaire functies werden overigens geleidelijk aan minder belangrijk.
In 1600 werd Johan van Wassenaer (1576-1645) op 23-jarige leeftijd eigenaar van Duivenvoorde. Hij liet in zijn naam de toevoeging Van Duvenvoirde weg omdat de oudste tak van het geslacht Van Wassenaer in 1523 was uitgestorven. In 1603 werd hij namens de ridderschap lid van de Staten van Holland. Kort daarna werd hij Hoogheemraad van Rijnland en curator van de Leidse universiteit die in 1575 was opgericht. En in 1615 verwierf hij de heerlijkheid Voorschoten, waardoor hij ambachtsheer van Voorschoten werd. Johan van Wassenaer was al snel bijzonder rijk. Dat kwam mede door zijn jong gestorven eerste echtgenote, Maria van Voerst van Doorwerth (-1610). Zij had een enorm vermogen geërfd van haar ouders en na haar vroege dood viel dit vermogen aan Johan toe. Hij liet een fraai huis bouwen op de hoek van de Kneuterdijk en het Lange Voorhout. In 1626 was het stadshuis gereed en bewoonbaar. Dat huis staat er nog steeds, maar het heeft tegenwoordig een functie als kantoor. Johannes Bosboom (1817-1891) heeft het stadshuis in 1887 afgebeeld, rechts van het uitzicht op het Lange Voorhout.
Het middeleeuwse kasteel had te kampen met veel achterstallig onderhoud en had een flinke opknapbeurt nodig. De goten moesten worden hersteld evenals diverse vloeren en plafonds. Nu hij een stadshuis als winterverblijf had, dat paste bij zijn vooraanstaande positie, wilde Johan van Wassenaer ook een mooie buitenplaats als zomerverblijf hebben. Dat zomerverblijf werd gerealiseerd op de locatie van het middeleeuwse kasteel. De woontoren en bijgebouwen werden voor een groot deel afgebroken. De achtermuur en de noordelijke zijmuur van het huidige Voorhuis zijn nog delen van de vroegere woontoren.
In 1817 kwamen landgoed en kasteel via vererving in handen van de toen tienjarige Henriette van Neukirchen genaamd Nyvenheim (1807-1849). In 1830 trouwde zij met Nicolaas Johan Steengracht (1806-1866). Zijn komst betekende een nieuw leven voor kasteel en landgoed. In de decennia van verhuur was ooit de suggestie opgeworpen om het kasteel te slopen, omdat het vooral een kostenpost was. De nieuwe eigenaren besloten tot een grondige opknapbeurt van het kasteel, waarbij het achterstallig onderhoud werd weggewerkt. De baroktuin rond het kasteel werd vervangen door een Engelse landschapstuin met grote vijvers naar een ontwerp van de landschapsarchitect Zocher. De Engelsman Donaldson tekende voor de brug die aan de voorzijde van het kasteel werd aangelegd. De stenen vazen, die nog steeds op sokkels op de brug staan, zijn afkomstig uit de eerdere baroktuin.
Nadat zijn vader in 1866 was overleden werd Hendricus Adolphus Steengracht (1836-1912) de nieuwe eigenaar van Duivenvoorde. Hij erfde een kasteel dat enige decennia daarvoor grondig was opgeknapt en een recent aangelegd kasteelpark. Zijn bijdrage aan het kasteel bestaat vooral uit de prachtige collectie porselein die hij aanschafte. Hendricus Adolphus Steengracht was een verwoed porseleinverzamelaar. In het kasteel zijn daarvan onder andere nog serviezen en serviesonderdelen van Loosdrechts, Haags en Meissen porselein te zien.
In 1912 overleed Hendricus Adolphus Steengracht. Hij was niet getrouwd en er was daarom geen logische erfgenaam. Steengracht heeft de vererving nog bij leven in zijn testament vastgelegd en opnieuw vond de vererving via de vrouwelijke lijn plaats. De oudste zuster van Hendricus Adolphus was getrouwd met een baron Schimmelpenninck van der Oye. Het geslacht Schimmelpenninck van der Oye was afkomstig uit Gelderland, waar leden van deze familie bestuurlijke openbare functies hadden vanaf de vijftiende eeuw. Hendricus Adolphus legde bij testament vast dat de kleinzoon van zijn zuster, Willem A.A.J. baron Schimmelpenninck van der Oye (1889-1957), de nieuwe eigenaar zou worden. De ongehuwde baron ging in 1917 in het kasteel wonen samen met zijn eveneens niet getrouwde zus Ludolphine Henriette baronesse Schimmelpenninck van der Oye (1891-1965). Anders dan eerdere eigenaren bleven zij ook in de winter in het kasteel wonen. Tijdens de koude wintermaanden trokken ze zich terug in een aantal kamers van de zuidvleugel, omdat het onmogelijk was het hele kasteel aangenaam warm te houden.

## Het park

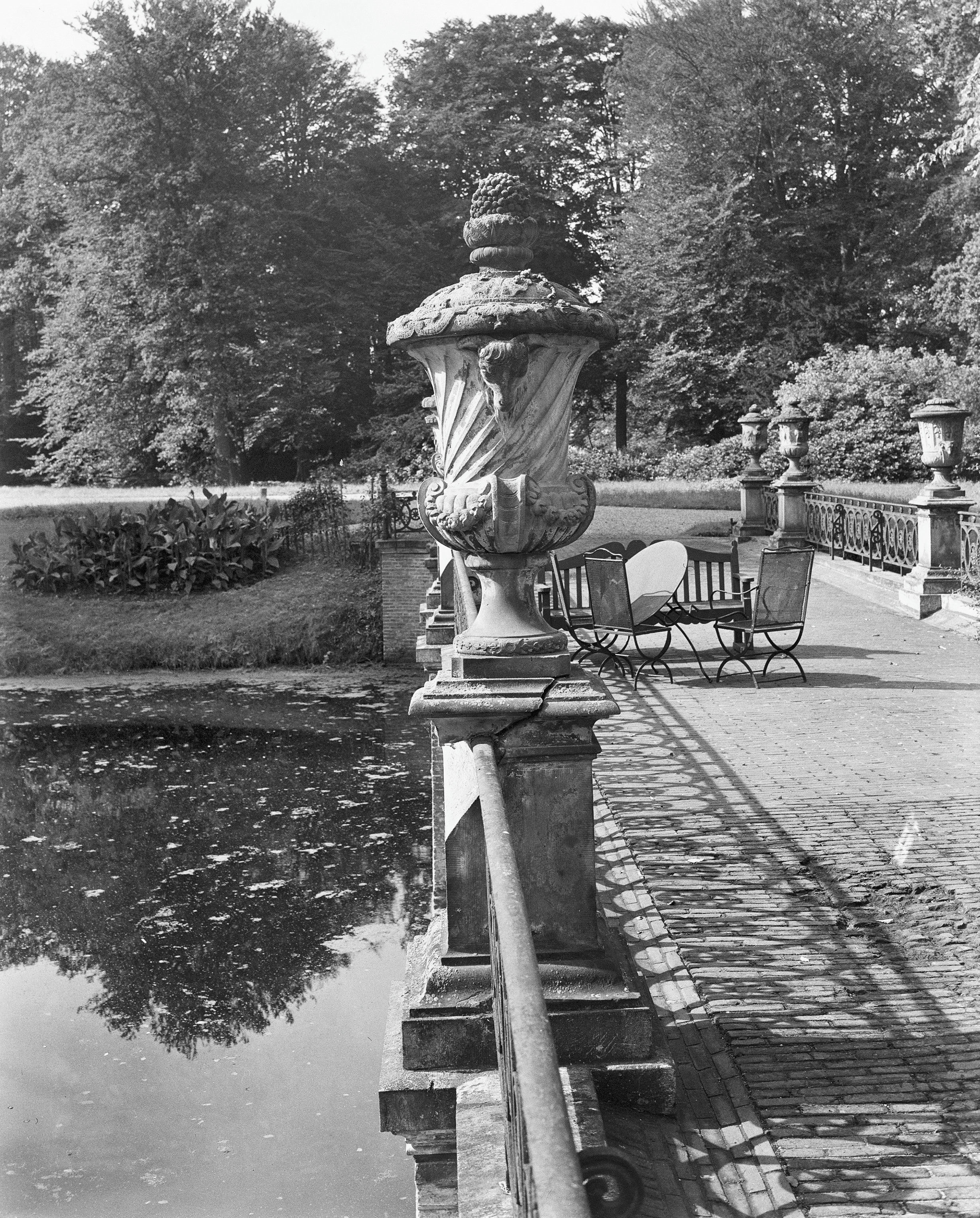

Het Kasteel Duivenvoorde heeft in zijn bijna acht eeuwen historie verschillende tuinfasen gekend. Na een begin als nutstuin (boomgaard en moestuin) werd de tuin in de vroege achttiende eeuw door Arent IX van Wassenaer (1669–1721) omgevormd tot een formele, classicistische tuin, geheel volgens de gangbare mode onder vorsten en adellijke personen in die tijd. De Zeeuwse jonkheer Nicolaas Johan Steengracht (1806–1866) nam in de jaren veertig van de 19e eeuw de bekende landschapsarchitect J.D. Zocher jr. (1791–1870) in de arm om de classicistische tuin om te vormen tot een Engels landschapspark.
Na ruim 150 jaar had het park veel van zijn natuurlijke vitaliteit verloren en waren de vormen geleidelijk vervaagd. Stichting Duivenvoorde heeft samen met landschapsarchitect Michael van Gessel het Parkherstelplan Duivenvoorde ontwikkeld om de vitaliteit van het park te herstellen en nieuwe ruimtelijkheid te scheppen. Daarbij is zorgvuldig rekening gehouden met de historie van het park en de aanwezige flora en fauna. Dit parkherstelplan is in 2014-2015 uitgevoerd.
De zichtlijnen op het omringende landschap zijn teruggebracht. Verdwenen elementen, zoals een vijver zijn terug en bosschages die het oorspronkelijke ontwerp vertroebelden, zijn verwijderd. De paden en bruggen zijn vernieuwd, tuinmuren hersteld, en er zijn nieuwe zit- en wandelmogelijkheden gemaakt. In 2017 is er een theepaviljoen/landgoedwinkel gerealiseerd.

## De collectie
De collectie Duivenvoorde geldt als een uitzonderlijke familiecollectie, bijeen verzameld in de bijna achthonderdjaar geschiedenis door de zevenentwintig eigenaren. Een van de grootste deelcollecties van het kasteel is de bibliotheek, met haar ruim zesduizend boeken en manuscripten. Een van de topstukken van de bibliotheekcollectie is het achttiende-eeuwse Surinameboek van Maria Sibylla Merian (1647-1717). Zeer bijzonder is daarnaast de collectie porselein en keramiek.
Duivenvoorde heeft daarnaast ook een grote collectie schilderijen en portretten in bezit. Portretten waren stukken die in de familie bleven, en maar zelden werden verkocht. Dit was niet in de laatste plaats omdat deze vrijwel alleen voor de familie zelf van waarde waren. Dit betekende ook dat er gedurende de eeuwen op Duivenvoorde een steeds groter wordende portrettencollectie werd opgebouwd. Net als de andere collecties in het kasteel vormen ook de portretten een bijzonder ensemble uit verschillende eeuwen, bij elkaar gebracht door de 27 eigenaren die Duivenvoorde rijk was. Van uitzonderlijke kwaliteit zijn onder andere vijf stillevens van Maria Vos (1824-1909), tegenwoordig te zien in de voormalige Kleine Eetkamer, en een bijzonder winterlandschap van de hand van Andreas Schelfhout (1787-1870).

## Romeinse gevelstenen

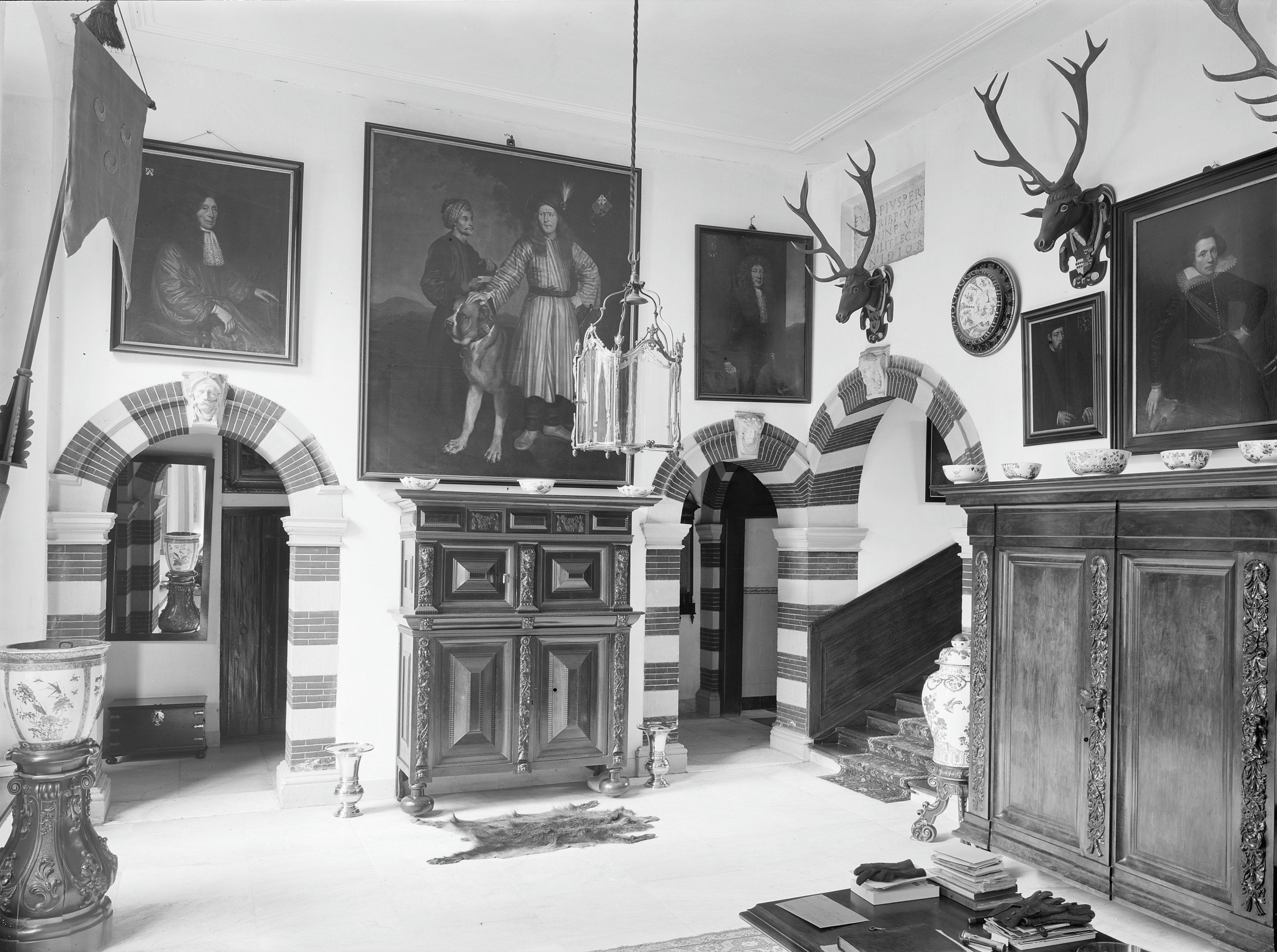
In het voorhuis boven de trapopgang is een Romeinse steen ingemetseld

In 1717 zijn twee Romeinse stenen als gevelsteen als spolia in de achtermuur van het voorhuis ingemetseld.
De grote steen heeft een inscriptie aan de voorzijde (CIL XIII 8824) over het herstel van een wapenmagazijn door Romeinse troepen, die gedateerd is uit de periode 196 en 198 n.Chr. (keizer Septimius Severus). De tekst op de andere kant (CIL XIII 8823) is ouder en ergens uit de periode 103-111 n.Chr. (keizer Trajanus). Bij het maken van de nieuwe tekst is de steen kleiner gemaakt waardoor de oudere tekst is verminkt.
De kleine steen (CIL XIII 8825) dateert ook uit de periode van Septimius Severus maar in opdracht van Caracalla is rond 215 de naam van keizer Geta weggebeiteld.
Het verhaal gaat dat beide stenen afkomstig zijn van de Brittenburg, de vermoedelijk Romeinse ruïne die in 1520 voor de kust van Katwijk boven water kwam. Voor de grote steen kan dit verhaal niet waar zijn, want in de in 1517 verschenen 'Divisiekroniek' wordt onomstotelijk naar de tekst van de grote steen verwezen, met daarbij de vermelding dat deze gevonden is in 1502 bij het omploegen van een stuk land bij het klooster Roomburg. Daar lag vroeger de Romeinse nederzetting Matilo, ook de kleine steen wordt tegenwoordig beschouwd als oorspronkelijk afkomstig uit Matilo.

## Lijst van bezitters

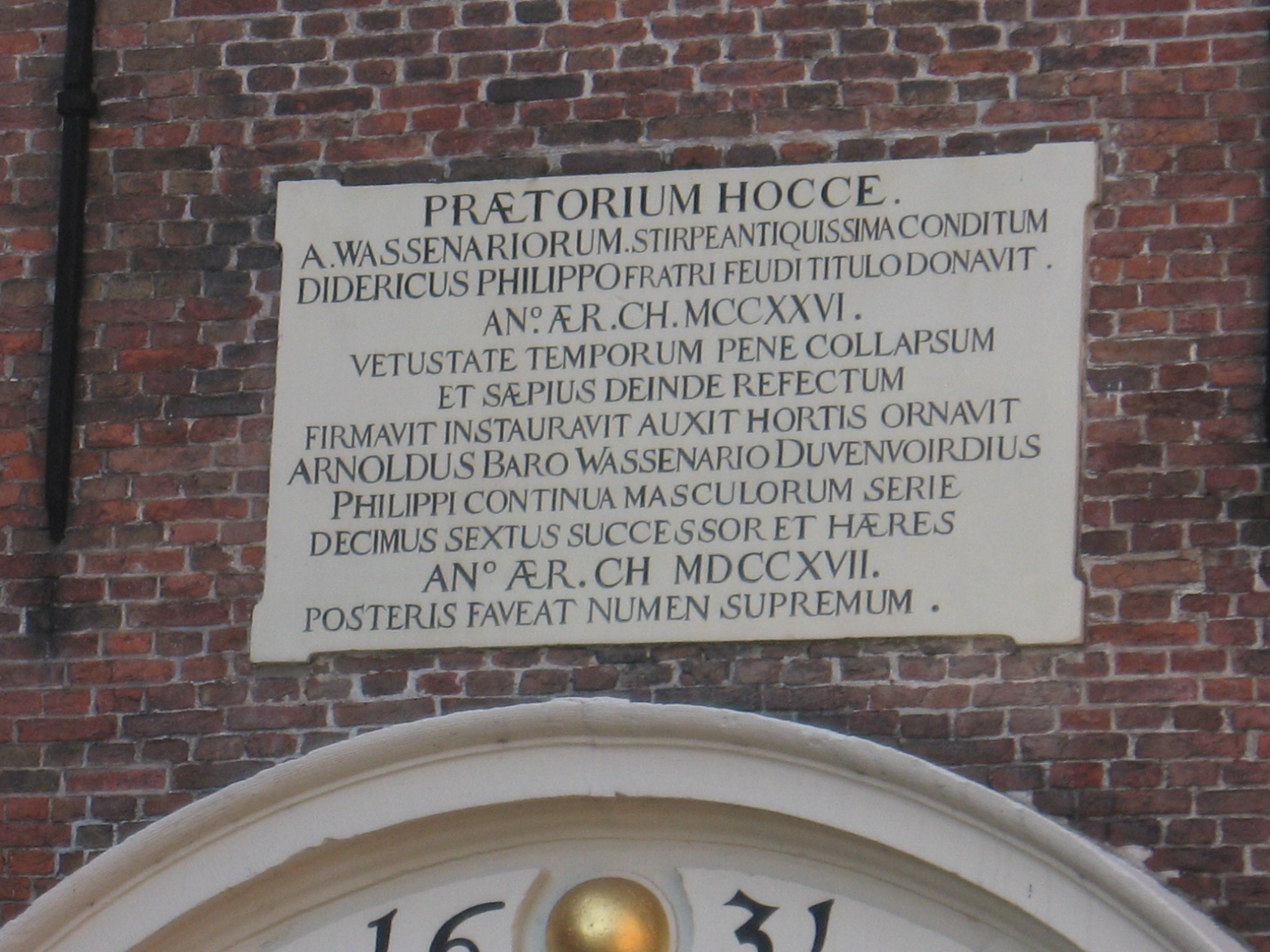
Gevelsteen die memoreert aan de verbouwingen door Arent IX van Wassenaer.

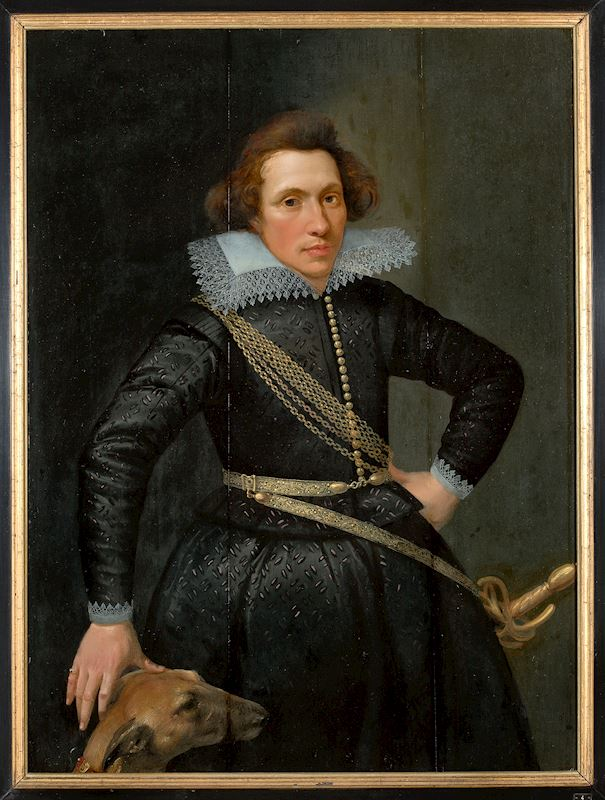
Johan van Duvenvoorde
(1576–1645)

De volgende personen zijn eigenaar van Kasteel Duivenvoorde geweest:
1. Filips van Wassenaer, genaamd van Duvenvoirde (vermeld vanaf 1215 – †vóór 1258), 
had volgens een akte in 1226 het huis in leen van zijn oudere broer Dirk van Wassenaar (1205-1243). In die tijd was Duivenvoorde een vrijwel vierkante donjon, getuige de oudste muurresten in het huis. Al vrij snel was er sprake van een schildmuur die de donjon omringde, zoals blijkt uit de fundering van de noordmuur en een deel van de westmuur van Duivenvoorde.
2. Arent I van Duivenvoorde (vermeld in 1248–1268),
zoon van Filips/Phillip, de eerste die de naam Duvenvoirde voerde, tot ridder geslagen; vermeld als heer van Duivenvoorde in 1258.
3. Floris van Duivenvoorde (vermeld in 1282 – Veere, 1301),
had nog twee jongere broers, was tweemaal getrouwd.
4. Arent II van Duivenvoorde (vermeld in 1301–1331),
zoon van Floris, trouwde Jolente van Noortwijk, begraven in de kerk van Voorschoten; vermeld als heer van Duivenvoorde in 1302.
5. Arent III van Duivenvoorde (vermeld in 1343–1382),
zoon van Arent II, had een belangrijke rol aan het hof van de graaf van Holland, werd in of voor 1343 tot ridder geslagen. Arent II behoorde tot de Hoeksen in de Hoekse en Kabeljauwse twisten en moest, na de overwinning van de Kabeljauwen, in ballingschap. Door een huwelijk met de zeer vermogende Simone Sophie Bugge uit Delft kon hij de boetes betalen voor Duivenvoorde en het huis van de Van Noortwijks (zijn moeders familie) en weer uit ballingschap naar Holland terugkeren. Vermeld als heer van Duivenvoorde in 1343.
6. Arent IV van Duivenvoorde (vermeld in 1383–1425),
zoon van Arent III, raakte ook betrokken bij de Hoekse en Kabeljauwse twisten. Als straf voor de Hoeksen na de moord op Alijd van Poelgeest, een vriendin van hertog Albrecht, werd Duivenvoorde verwoest, ook al was Arent IV niet direct betrokken bij die moord. Ook Arent IV ontving de ridderslag en trouwde een vermogende vrouw, Elburg van Kralingen. Via haar kwam het kasteel Starrenburg in de familie.
Arent IV herbouwde Duivenvoorde toen de rust was weergekeerd. Verscheidene muren in het huidige Duivenvoorde zijn nog gebouwd met baksteen van het formaat uit die tijd. Het huis kreeg in die tijd zijvleugels om te voorzien in de groeiende behoefte aan woonruimte. Vermeld als heer van Duivenvoorde in 1383.
7. Jan I van Duivenvoorde (vermeld in 1414–1478),
zoon van Arent IV, trouwde Maria van Vianen. Vermeld als heer van Duivenvoorde in 1425.
8. Arent V van Duivenvoorde (vermeld in 1435–1483),
zoon van Jan, nam het kasteel over in 1463, trouwde in 1465 met de rijke Margeretha van IJsselstein.
9. Jan II van Duivenvoorde (vermeld in 1468–1544),
zoon van Arent V, trouwde in 1492 met Elisabeth van Renesse. Jan II was hoogheemraad van Rijnland (met een onderbreking van tien jaar na een verschil van inzicht met keizer Karel V). Ook Jan II ontving de ridderslag.
Het is vermoedelijk in zijn tijd dat de noordvleugel opnieuw werd ingedeeld, waarbij de vloerniveaus van de donjon niet werden aangehouden en de balklagen verder van elkaar kwamen te liggen. Dit had ingrijpende gevolgen voor de deuren en ramen. Vermeld als heer van Duivenvoorde in 1483.
10. Arent VI van Duivenvoorde (vermeld in 1545-1557),
oudste zoon van Jan II, trouwde met Johanna van Lockhorst, dit huwelijk bleef kinderloos. Arent VI volgde zijn vader ook op als hoogheemraad, werd gewaardeerd door keizer Karel V en werd tot ridder geslagen. Vermeld als heer van Duivenvoorde in 1545.
11. Adriaan van Duivenvoorde (vermeld in 1558 – april 1573),
derde zoon van Jan II. Hij volgde Arent VI op als heer van Duivenvoorde in 1558 omdat de tweede zoon van Jan II (ook Jan genaamd) al was overleden. Adriaan was priester en klom op tot deken van de Grote Kerk te Dordrecht. Toen Dordrecht in de Tachtigjarige Oorlog de kant van de Prins van Oranje koos, ging Adriaan in zijn huis op het Rapenburg in Leiden wonen.
12. Arent VII van Duivenvoorde (Utrecht, 1528–1599),
zoon van de overleden broer van Adriaan en Arent VI, Jan, en diens echtgenote, Hadewij van Renesse. Arents VII broer Johan, evenals Adriaan een geestelijke, had het levenslang vruchtgebruik van het huis Duivenvoorde geërfd. Arent VII was een der edelen die in 1566 Margaretha van Parma een smeekschrift aanbood. De hertog van Alva daagde hem hiervoor voor de Raad van Beroerten en Arent werd in 1568 bij verstek veroordeeld tot verbanning. Bovendien werden zijn bezittingen verbeurd verklaard. Arent sloot zich aan bij de geuzen en bij de inname van Den Briel in 1572 was hij kapitein. Adriaan had naar aanleiding van de verbeurdverklaring, Duivenvoorde bij testament aan een neef nagelaten, en vlak voordat hij zijn testament aan kon passen overleed hij. Dit werd een slepend proces dat pas vlak voor zijn overlijden in 1599 door Arent werd gewonnen.
Na de strijd met de Spanjaarden werd Arent kolonel in het leger van de Staten van Holland en zat namens het ridderschap in de Staten van Holland. Hij trouwde Theodora van Scherpenzeel.[4] Vermeld als heer van Duivenvoorde in 1571.
13. Johan III van Duvenvoorde zich later noemende Johan van Wassenaer (1576–27 april 1645),
zoon van Arent VII, trouwde in 1601 met Maria van Voerst (overleden 1610) en in 1612 met Clara van Honojosa. Johan had tal van hoge functies, waaronder lid van de Staten van Holland, hoogheemraad van Rijnland, curator van de Leidse universiteit en stadhouder en registermeester van de Lenen van Holland. In 1614 koopt hij de hoge heerlijkheid Voorschoten. Hij behoorde in 1627 tot de twintig rijkste Hagenaars en, in overeenstemming met zijn stand, liet hij in Den Haag een huis aan de Kneuterdijk hoek Lange Voorhout bouwen. Duivenvoorde is vanaf deze tijd slechts zomerresidentie en uit klachten van huurders blijkt dat er nogal wat aan mankeerde. Johan laat in 1631 Duivenvoorde moderniseren, gezien de overeenkomst in stijl door dezelfde architect als voor de Haagse woning. Met beperkte middelen werd Duivenvoorde een deftig, en naar de mode van die tijd, meer symmetrisch kasteel. Vermeld als heer van Duivenvoorde in 1600.
14. Arent VIII van Wassenaar (1610–1681) VIII,
zoon van Johan, was de eerste die zich baron noemde. Tot het overlijden van zijn vader had Arent VIII een militaire carrière, daarna volgden de politieke ambten als lid van de Staten van Holland en hoogheemraad van Rijnland. Arent VIII trouwde in 1646 met Anna Margaretha van Scherpenzeel.
Uit een voor Arent VIII in 1680 uitgevoerde opmeting blijkt dat Duivenvoorde is omgeven door een eenvoudige tuin met rechthoekige boomgaarden, een moestuin en een siertuin. Vermeld als heer van Duivenvoorde in 1646.
15. Jacob van Wassenaar (1649–1707),
zoon van Arent VIII, trouwde in 1668 met de welgestelde Jacoba van Liere. Ook Jacob werd benoemd in de ridderschap en werd hoogheemraad, later ook baljuw en dijkgraaf, van Rijnland. In 1685 ging Jacob als gezant naar het Engelse hof. Jacob en Jacoba hadden veertien kinderen.
Jacob heeft de tuinen laten veranderen en uitbreiden met vijvers, parterres, lanen, een volière en een eendenkooi. Vermeld als heer van Duivenvoorde in 1678.
16. Arent IX van Wassenaer (1669-1721)
17. Jacob Willem van Wassenaer (1721-1722)
18. Anne Sophia van Wassenaar (1706–1730),
oudste dochter van Arent IX, trouwde in 1729 met haar neef Frederik Hendrik van Wassenaer. Het doel van dit huwelijk was huis Duivenvoorde in de familie te houden. Na de geboorte van haar eerste kind overleed Anna Sophia in het kraambed. Vermeld als vrouwe van Duivenvoorde in 1725.
19. Hermeline Caroline van Wassenaer (1730)
20. Jacoba Maria van Wassenaar (1709–1771),
tweede dochter van Arent IX, trouwde in 1732 met Frederik Willem Baron Torck, broer van Lubbert Adolph Torck. Frederik Willem had tal van functies in Gelderland. Pas toen hij in de Staten-Generaal zitting kreeg, werd Duivenvoorde (en het huis in Den Haag) langere perioden door hen bewoond. Vermeld als vrouwe van Duivenvoorde in 1731.
21. Assueer Jan Torck (1733–1793), trouwde in 1758 met Eusebia Jacoba de Rode van Heeckeren, 
zoon van Jacoba Maria. Zijn moeder erfde kasteel Rosendael en schonk dat aan hem. Kasteel Rosendael en het huis in Den Haag werden door hem bewoond; Duivenvoorde werd verhuurd en raakte in verval. Vermeld als heer van Duivenvoorde in 1771.
22. Frederik Sigismund Alexander Torck (1763–1817),
jongste zoon van Assueer Jan, was eigenaar van Duivenvoorde maar heeft in het toen leegstaande huis niet gewoond. Hij bleef kinderloos en volgens het testament van zijn vader ging in dit geval het eigendom van Duivenvoorde over op zijn zus, Henriette Christina Alexandrina barones Torck. Vermeld als heer van Duivenvoorde in 1793.
23. Henriette Jeanne Alexandrina van Neukirchen genaamd Nijvenheim (1807–1849),
kleindochter van Henriette Christina Alexandrina barones Torck, trouwde in 1830 met de vermogende jonkheer Nicolaas Johan Steengracht, lid van de familie Steengracht.
Voor Duivenvoorde was deze (en de volgende generatie) de redding van de sloper. De aan de buitenkant meest opvallende verandering is de vervanging van de 18e-eeuwse ramen door ramen in Empirestijl. De oude brug recht voor de ingang werd vervangen door een terras dwars voor het huis met een brug aan beide zijden. Door klimplanten op het terras en de binnenplaats raakten de gevels begroeid en ging het huis voldoen aan de mode van de Romantiek. Ook de wijzigingen in de tuin en de aanleg van de grote vijver waren in romantische landschapsstijl. Vermeld als vrouwe van Duivenvoorde in 1817.
24. Nicolaas Johan Steengracht (1806-1866)
25. Hendricus Adolpus Steengracht (1836–1912),
zoon van Henriette Jeanne Alexandrina, bleef ongehuwd. Hij had een oudere zus, Cornelie Marie Steengracht (1831–1906).
Een van de grotere veranderingen in Duivenvoorde door Hendricus Adolpus Steengracht was het wit met goud schilderen van de grote Marotzaal in 1887. Verder is het stucwerk weer vervangen door verf; wandkleden en gordijnen stammen uit deze tijd. Wapens en een harnas in de gangen passen ook in de Romantiek, evenals de inrichting van een 'Turkse kamer' met materiaal verzameld tijdens verblijf bij familie die in Constantinopel woonde. Vermeld als heer van Duivenvoorde in 1849.
26. Willem Anne Assueer Jacob Schimmelpenninck van der Oye (1889–1957),
kleinzoon van Cornelia Maria Steengracht. Na 1918 gingen hij en zijn zus, Ludolphine Henriette barones Schimmelpenninck van der Oye het hele jaar door op Duivenvoorde wonen. Aan het eind van de Tweede Wereldoorlog liep Duivenvoorde forse schade op door een V-2 die vlak bij het huis tot ontploffing werd gebracht. Vermeld als heer van Duivenvoorde in 1912.
27. Ludolphine Henriette Schimmelpenninck van der Oye (1891–1965),
zus van Willem Anne Assueer Jacob. Zij voorzag dat als het huis na haar overlijden verkocht zou worden, de inboedel verspreid zou raken, inclusief de collecties portretten, porselein en kleding/textiel. Zij besloot het huis te laten restaureren en onder te brengen in een stichting.
Bij de restauratie is getracht de situatie uit 1717 te herstellen. Dit was niet altijd mogelijk. Het terras uit 1844 is gehandhaafd en het openen van enkele voorheen blinde vensters (om meer daglicht in de woonvertrekken te krijgen) neemt iets van de symmetrie weg. Het interieur is geschilderd in de teruggevonden kleuren van 1717, en later stucwerk is van de plafonds gehaald. Vermeld als vrouwe van Duivenvoorde in 1957.
28. Stichting Duivenvoorde,
opgericht in 1960 en vanaf dan eigenaresse van het kasteel, heeft als doel het behoud van het kasteel met inboedel en landgoed Duivenvoorde te Voorschoten als levend cultuur- en natuurmonument.

Tot november 2019 werd de Zuid-Vleugel van het kasteel bewoond door een directe nazaat van de familie Schimmelpenninck van der Oye.